# لاكسو
لاكسو (بالسويدية: Laxå) هي بلدة سويدية ومركز بلدية لاكسو في مقاطعة أوربرو في السويد. بلغ عدد السكان 3,064 نسمة في عام 2010.

## أعلام
- جاكوب ريين